# Rältlindor
Rältlindor eller Lindor är en by i Leksands kommun i Dalarnas län som ligger omkring 10 kilometer söder om Leksand. Byn finns upptagen i Dalarnas museums och Leksands kommuns kulturhistoriska inventering från 1983 och bedöms där som riksintressant.

## Beskrivning av byn
Byn är belägen runt Rältaåns utlopp ur Kvarntjärnen och består av ett tjugotal gårdar samlade i två klungor på var sida av ån. I centrum av byn, där ån vidgar sig till Kvarndammen, ligger samlingsplatsen med majstång, posthus och den gamla skolbyggnaden från sent 1800-tal.
Den naturliga utkomsten för byns innevånare har varit jord och skogsbruk och så sent som under 1990-talet fanns en aktiv jordbrukare med kreatur. Åkermarken i söder utgörs av den övre delen av Sjöbotten, eller Bôttn som området heter på Leksandsmål, och i norr, av två ängsmarker, Hâga som fortfarande hålls öppet och, mellan Kvarntjärnen och Molnbyggen, ett stycke vall och åkermark, Ovatjärn, som numera till stora delar är igenväxt. Idag finns ett trettiotal bofasta innevånare i byn i olika åldrar och de äldsta innevånarna i byn talar fortfarande Lindomål som är en sydlig variant av Leksandsmål.

## Historik
Rältlindor har historiskt alltid varit förknippade med de i söder liggande Rältabyarna och grundades troligen under senmedeltid av innevånare från någon av dessa. De äldsta kända skriftliga belägget för byns existens återfinns i skattelängden från 1539 där skattebonden Nils ij Lijndom omnämns. Han återkommer även 1541 och 1549, men redovisas därefter under Rälta.
I efterföljande skattelängder nämns inte Rältlindor som en egen självständig enhet utan det var först mot mitten av 1700-talet som en definitiv uppdelning av byarna ägde rum. I 1663-64 års inventering av bland annat kvarnar uppges Uthi Lindhåen (Rältån) 6 st BäckieQvarnar, som Almogen i Lindha (Rältlindor), Rältta, Wästtan- och Östtannorskarlarne, Item Smedzarfz och Hagekarlarne brucka. Holstenssons karta från 1668 uppvisar 4 gårdar på platsen för Rältlindor. Jaktplatskartan från 1697 har "Linden" markerat med 7 gårdar, och kvarnar i ån. Dessutom markeras 3 gårdstecken på platsen där nu byn Korpholen ligger. Vid 1750-talet överfördes Rältlindor till Leksands församling istället för Djura kapellförsamling som de andra Rältabyarna. I mantalslängden 1766 anges 13 hushåll i Rältlindor, och 1830 15 hushåll, men här är troligen Korpholen inräknad. Den karta som upprättades i samband med Storskiftet visar sammanlagt 12 gårdar och alla dessa gårdsplatser finns kvar än idag.

## Lindors bruk
Vid fördämningen vid Kvarndammens södra utlopp finns resterna av Lindors Bruk som grundades 1840-talet. Från början tillverkades spik men mot slutet på 1800-talet övergick tillverkningen allt mer till liar och verksamheten lades ner i början av 1930-talet. Kvar finns herrgårdsbyggnaden tillsammans med smedjan och några ekonomibyggnader. Nedanför smedjan existerar ytterligare en fördämning där en kvarnbyggnad finns.